# 신경아교세포

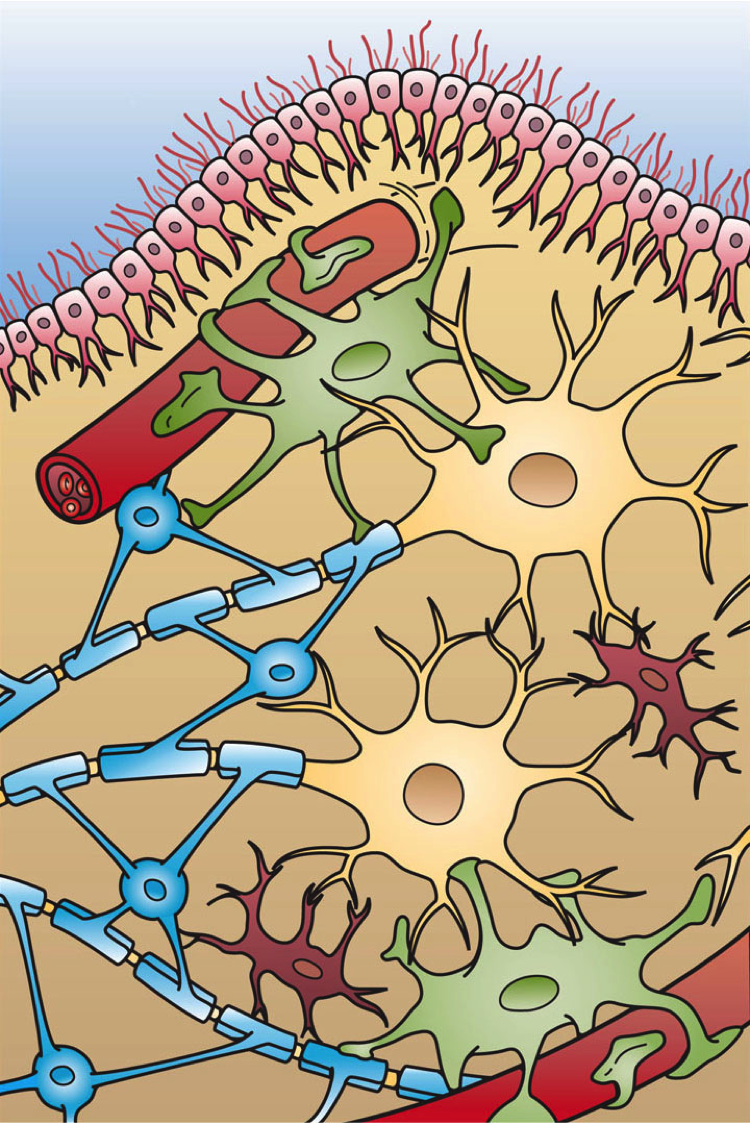
중추신경계에서 발견되는 세포 종류. 신경 세포(연한 갈색)와 4가지 신경아교세포, 즉 뇌실막세포(연분홍색), 별아교세포(녹색), 미세아교세포(적색), 희소돌기아교세포(연한 파랑)를 나타내었다.

아교세포(영어: glia, gliocyte, 교세포) 또는 신경아교세포(神經阿膠細胞, 영어: glial cell) 또는 신경아교(영어: neuroglia, 신경교)는 뇌 속에 가장 많이 분포되어 있는 세포이다.

## 역할
신경아교세포의 크기는 신경세포의 1/10 정도이나 수적으로는 약 10배 정도로 수천억 개가 될 것으로 추정된다. 이 세포들은 그 자체로는 신경충격을 생성시키지 못하지만 신경원들이 고유의 기능을 수행하는 데 도움을 주며, 뇌 조직이 손상되었을 때 이를 회복시키는 데도 매우 중요한 기능을 한다.
이 밖에도 이 세포들은 신경세포에 영양물질의 공급, 신경전달이 이루어지도록 하는 세포외액의 조절, 슈반 세포에서처럼 보다 효과적인 신호전달을 위한 세포절연, 신경 세포의 면역작용 등의 다양한 역할을 한다.

### 신경생성
이들 아교세포는 SVZ(전뇌의 뇌실하 영역,subventricular zone)와 해마의 치아이랑(dentate gyrus, DG)의 과립하 영역(subgranular zone, SGZ)에서의 신경줄기세포(NCS)와 신경생성에 있어서도 중요한 역할을 하는 것으로 알려져 있다.

## 분류
신경아교세포도 형태에 따라서 신경상피세포(NEC, neuroepithelial cells) 또는 뇌실막세포, 희소돌기아교세포, 별아교세포, 미세 아교 세포로 나뉜다. 희소돌기아교세포는 말초신경계통의 슈반세포와 기능적으로 유사하다.

### 방사형 아교 세포
전뇌의 뇌실하 영역(subventricular zone, SVZ)에서 방사형 아교 세포는 방사상 별아교세포 및 별아교세포와 희소돌기아교세포의 전구체 형태로 성장함에 따라 이동하는 것으로 알려져 있다.

## 같이 보기
- GDNF
- 알츠하이머
- 파킨슨병
- 루게릭병
- 헌팅턴 무도병
- 혈액뇌장벽